# Agnes Sigurðardóttir
Agnes Margrétardóttir Sigurðardóttir (Ísafjörður, 19 ottobre 1954) è una vescova luterana islandese, vescovo d'Islanda e primate della Chiesa nazionale d'Islanda.
Prima donna vescovo a capo della Chiesa d'Islanda, è stata in carica dal 2012.. Nel 2024 per motivi di salute non si è candidata; è stata eletta la Rev. Guðrún Karls Helgudóttir.

## Biografia
Figlia di un pastore luterano e di un'ostetrica, si è laureata in Teologia (Candidatus theologiæ) presso l'Università d'Islanda nel 1981, anno della sua ordinazione sacerdotale. Ha tre figli (due femmine e un maschio) ed è nonna.
È stata consacrata vescovo nell'Hallgrímskirkja, a Reykjavík, il 24 giugno 2012.